# Saillans (Gironde)
Saillans ist eine französische Gemeinde im Département Gironde in der Region Nouvelle-Aquitaine. Die Gemeinde liegt im näheren Einzugsgebiet der Stadt Libourne. Saillans hat 368 Einwohner (Stand 1. Januar 2022) und gehört zum Kanton Le Libournais-Fronsadais im Arrondissement Libourne.

## Bevölkerungsentwicklung
| Jahr                       | 1962 | 1968 | 1975 | 1982 | 1990 | 1999 | 2010 | 2018 |
| Einwohner                  | 370  | 390  | 348  | 422  | 407  | 362  | 375  | 394  |
| Quellen: Cassini und INSEE |      |      |      |      |      |      |      |      |

## Weinbau
Saillans ist ein Weinbauort innerhalb des  Weinbaugebiets Fronsac.

## Sehenswürdigkeiten

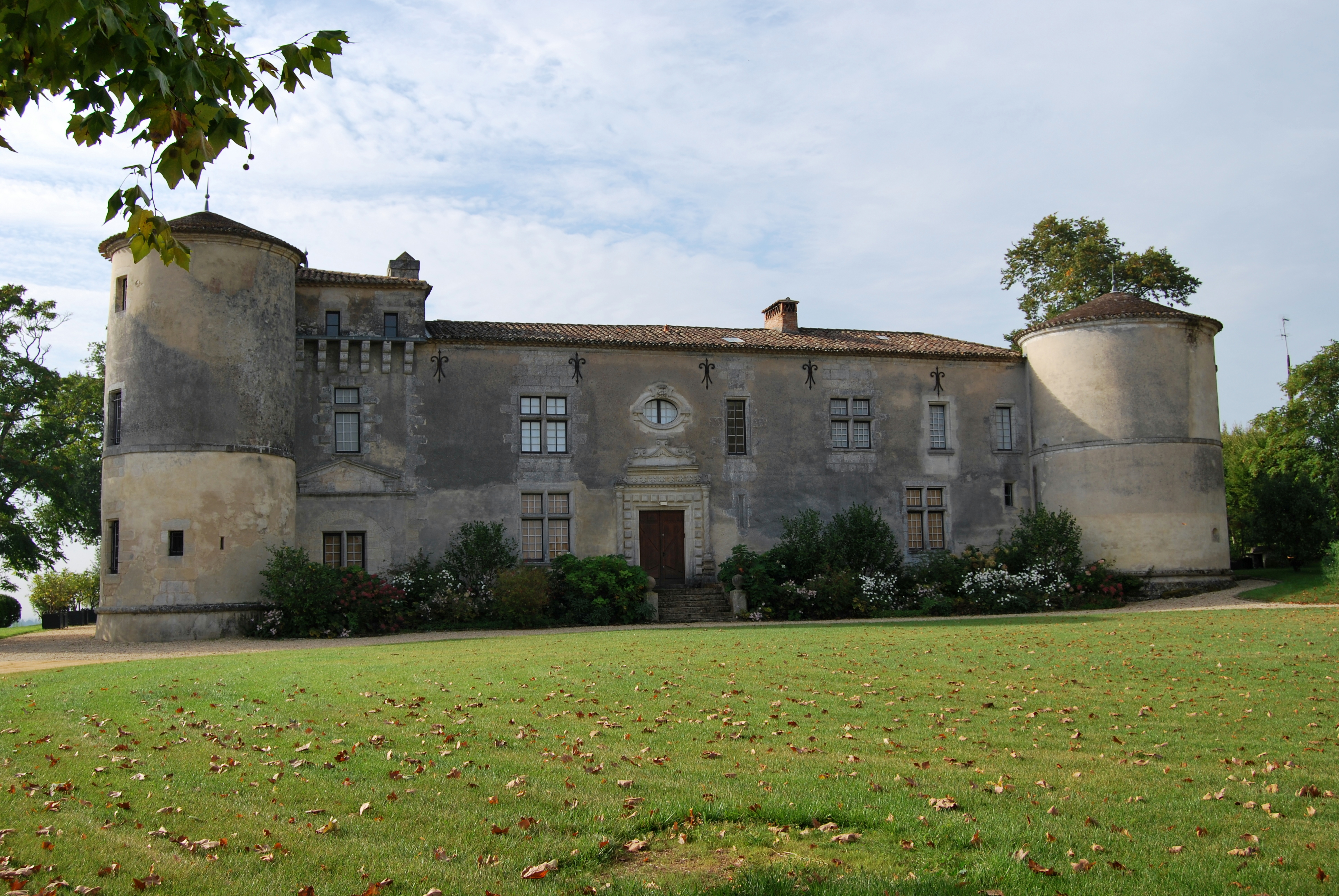
Schloss

- Kirche St-Seurin mit Skulptur Madonna mit Kind aus dem 15. Jahrhundert (Monument historique)
- Schloss

Siehe auch: Liste der Monuments historiques in Saillans (Gironde)